# Maison-atelier d'Édouard Taymans
La Maison-atelier d'Édouard Taymans est un immeuble construit à Ixelles (Région de Bruxelles-Capitale, Belgique) en 1906 et 1912 par l'architecte Paul Hamesse en style art nouveau. 
Elle est reprise sur la liste des monuments classés d'Ixelles depuis le 14 mars 1996.

## Situation
Cette maison se situe à Ixelles aux nos 6 et 6a de la rue des Champs Élysées, une artère parallèle à la chaussée d'Ixelles.

## Histoire
Édouard Taymans est un marchand de charbon qui a fait fortune en commercialisant un nouveau système de poêle de son invention. La maison d'habitation est construite en 1906 par Paul Hamesse. De l'autre côté d'une cour fermée par une grille, une galerie vitrée servait d'exposition pour la vente de ses appareils de chauffage. Elle a été bâtie six années après la maison soit en 1912.

## Description
La maison, l'ancien atelier et l'ancien magasin sont réalisés dans un style Art nouveau géométrique assez proche de la Sécession viennoise. Ces bâtiments s'articulent autour d'une cour rectangulaire.

### Numéro 6a (1906)
La maison d'habitation vaut surtout par ses ornements. Une grande frise en céramiques court sur les deux façades entre le premier et le second étage. Cette frise représente alternativement des couronnes végétales parsemées de pommes et des lampes de mineur rappelant le charbon, matière première constituant la profession du propriétaire. Sur la porte d'entrée, on peut observer une poignée de porte en cuivre faisant fonction de boîte aux lettres. Une tourelle d'angle de plan carré abrite une loggia au dernier niveau.

### Numéro 6 (1912)
La grille en fer forgé dominée par deux figures géométriques est entourée de montants à bases courbes en pierre dont la droite est signée par Paul Hamesse. À gauche, la galerie vitrée est entourée par deux colonnes en pierres calcaires rustiques, avec socles et sommets sculptés de motifs géométriques. Au-dessus de la grille en fer forgé, le tympan est orné d'un bas-relief en pierre bleue réalisé par le sculpteur Victor Rousseau, intitulé Le feu et représentant un couple avec un bébé se réchauffant autour d'un feu. Au fond de la cour, la façade abritait les magasins et les bureaux du charbonnier. On remarque que trois pilastres sculptés de motifs géométriques interrompent la corniche saillante.

## Sources
- http://www.irismonument.be/fr.Ixelles.Rue_des_Champs_Elysees.6a.html
- Top 100 Art nouveau/Bruxelles, Marie Ressler, éditions Aparté, pages 168-169